# MNK Zrinjski Mostar
MNK Zrinjski je bosanskohercegovački malonogometni (dvoranski nogomet) klub iz Mostara.

## Povijest
Klub je osnovan 2009. godine pod nazivom MNK Comunicare. U sezoni 2009./10. osvojili su Drugu ligu FBiH čime su ostvarili plasman u Prvu ligu FBiH koju su osvojili u sezoni 2011./12. Od rujna 2013. nosi naziv MNK Zrinjski, a predsjednik kluba je Zdravko Čagalj. U sezoni 2012./13. klub je bio trećeplasirana momčad Prve lige FBiH.
Zrinjski se trenutačno natječe u Premijer ligi BiH.